# Giovanni Forbicini
Giovanni Forbicini (Castelbolognese, 25 marzo 1874 – Roma, 28 marzo 1955) è stato un anarchico italiano.

## Biografia

### Una precoce vocazione politica
Figlio dell'imbianchino Francesco Forbicini e di Maria Barbieri, si trasferisce a Roma e, sotto lo pseudonimo di Forbice inizia ad essere conosciuto, appena ventenne, dai servizi dello stato preposti alla repressione del "sovversivismo". Nel 1884 è fra i fondatori dei circoli anarchici La Morte e Dinamite. Repentinamente arrestato per attività sovversiva viene rilasciato per insufficienza di prove subendo poco dopo un nuovo arresto per partecipazione ad un attentato. Prosciolto nuovamente sia da questo capo di imputazione che da quello correlato, cioè di associazione a delinquere, gli viene però comminato il domicilio coatto nel mese di agosto del 1884. La pena non verrà applicata, anche perché, alcuni mesi più tardi, dovrà partire per compiere il servizio militare.

### Gli anni fra la fine dell'Ottocento ed il primo Novecento
Terminato il servizio militare, riprende subito la sua attività di militante anarchico e i suoi più stretti compagni nel periodo sono Ciro Corradini, Armando Acciarino , Giuseppe Del Bravo, Enrico Bartolini, Dante Lucchesi. Insieme ad un folto gruppo di anarchici romani viene arrestato nel 1898 dopo l'assassinio della Principessa d'Austria per concorso morale nell'attentato, ma sarà assolto assieme ai compagni per mancanza e/o insufficienza di indizi comprobanti il capo di imputazione. Forbicini il 7 agosto 1900 viene nuovamente incarcerato con l'accusa di associazione a delinquere. Verrà tuttavia liberato dopo solo qualche mese perché, ancora una volta, il capo di imputazione non ha supporti comprobanti. Il 25 agosto 1901 Giovanni Forbicini viene eletto, con ben 1 519 voti (solo Eolo Varagnoli ne otterrà un numero maggiore), nella Commissione Esecutiva della CdL romana che si era sciolta nel 1898 e ricostituita nel periodo immediatamente precedente all'elezione della dirigenza. È l'anno in cui gli anarchici stanno rinforzandosi a livello nazionale, ottenendo numerosi consensi e adesioni alle scelte ideologiche effettuate e alle strategie politiche da seguire. A tale proposito viene presentato un programma in tutto il paese chiamato programma socialista anarchico elaborato anche dalla FSAL. Alla strutturazione del programma partecipano Luigi Fabbri e Aristide Ceccarelli.
Il movimento anarchico è in fase di rinnovamento e si stacca dal metodo settario che aveva influenzato il modo di agire negli ultimi anni del secolo precedente: i programmi sono più ampi e concreti e risentono principalmente dell'influsso di Errico Malatesta. Giovanni Forbicini, seguendo le nuove linee guida, vorrebbe formare un partito socialista anarchico, visto il momento di fioritura di Federazioni e Unioni anarchiche sia regionali che cittadine. In questo rinnovato metodo di impostazione del lavoro politico è importante il ruolo della CdL di Roma, di cui Forbicini è uno fra i massimi dirigenti. Si crea inoltre una forte interazione, nel periodo, fra il movimento anarchico e quello sindacale. Giovanni Forbicini è in prima linea, sia come propagandista che come organizzatore di agitazioni e manifestazioni, fra cui quella in favore dei lavoratori romani del settore edile. In quel periodo il settore edile è di primaria importanza a Roma ed è composto in gran parte da lavoratori non specializzati, con una forte percentuale di manodopera immigrata dalle regioni vicine, in precarie condizioni economiche e particolarmente esposta al rischio di incidenti anche mortali. Forbicini si trova pertanto a guidare la protesta in uno dei settori lavorativi più delicati e di maggiore importanza nel panorama romano, con una base operaia sensibile al richiamo ideologico anarchico e/o anarco-socialista.
Il movimento del settore della classe operaia cui si è fatto accenno ha dei precedenti, o per lo meno molte similitudini, col movimento del maggio del 1881 che portò agli scontri di piazza dopo il comizio tenuto da Amilcare Cipriani. Anche il 15 febbraio 1902 viene infatti tenuta, come nel 1881, una manifestazione con comizio, alla presenza di oltre 10 000 operai che sono convinti da Giovanni Forbicini a seguire la linea d'azione ipotizzata dalla corrente libertaria, in contrasto con le correnti repubblicane e socialiste avverse allo sciopero generale. Alcuni membri CdL romana, rendendosi conto della forza che riveste la componente libertaria fra gli edili, impediscono che la proposta Forbicini abbia seguito adducendo cavilli organizzativi. A questo punto l'attività politico-sindacale di Forbicini si svolge sostanzialmente al di fuori della struttura organizzativa sindacale ed acquista una rilevanza tale, che egli stesso viene segnalato ripetutamente come un agitatore fra i più attivi dai servizi preposti alla repressione del "sovversivismo", situazione peraltro già vissuta in passato dal tenace anarchico. Pur essendo tenuto sotto strettissimo controllo dai suddetti servizi, nel 1903 riesce comunque a tenere, sfuggendo ai sorveglianti, diverse conferenze sia a Forlì che a Ravenna e a partecipare alla celebrazione del 1º maggio, in cui viene commemorato il compagno Pietro Calcagno, e ad altre manifestazioni. I servizi preposti alla repressione degli elementi giudicati sovversivi, sottolineano il tono impetusoso del Forbicini nella sua veste di oratore ed il "pericolo" rappresentato dai suoi continui richiami alla rivoluzione e a un mondo più giusto, fondato sull'eguaglianza sociale.
Un paio d'anni più tardi Giovanni Forbicini scrive e pubblicizza  Le Quattro Forche di Chicago: denunciato per tale opuscolo, viene multato. Successivamente partecipa alla festa per il ritorno dagli USA di Ceccarelli che, subito dopo essere rientrato in Italia, ricopre nuovamente la sua funzione politica oltreché quella di conferenziere e propagandista dell'ideologia anarchica, sia a Roma che in altri luoghi del centro Italia. Denuncia la condizione dei lavoratori del tempo, impoveriti dal "carovita" e predica l'antimilitarismo, ipotizzando una rivoluzione sociale che lo porta ad avvicinarsi sempre più alla FSAL. In questo periodo si diffonde fra i lavoratori italiani, la netta sensazione che la guerra italo-turca ormai sia stata decisa delle classi dominanti. Giovanni Forbicini intensifica la propaganda e l'attività di agitatore per opporsi all'imperialismo ed al conseguente militarismo. Nel 1913 Forbicini è oratore in due manifestazioni indette per commemorare Pietro Gori, la seconda delle quali si svolge a Piombino in occasione del 1º maggio: i servizi preposti alla repressione dei movimenti "sovversivi" lo segnalano appartenere alla cerchia dei massimi esponenti del Fascio Comunista Anarchico di Roma.

### Gli anni della Grande guerra
Nel periodo della prima guerra mondiale e precisamente nel mese di luglio del 1914, nel corso di una delle conferenze che è solito tenere, invita i compagni a prepararsi a un imminente periodo rivoluzionario e che ricorda in qualche modo Lenin che propugnava di trasformate la guerra imperialista in rivoluzione. Forbicini è sottoposto in questo periodo a rigorosissimi controlli, ma riesce a proseguire la sua attività di propaganda contro la guerra imperialista. Viene tuttavia richiamato alle armi nel 1917, all'età di ben 44 anni. Rimarrà in servizio attivo fino al gennaio del 1919, venendo sottoposto a una sorveglianza speciale. Riesce ad intervenire tuttavia personalmente ad un incontro pubblico, nel 1918, nel quale esprime la possibilità e l'augurio che a porre fine alla guerra, con la forza, siano le classi sociali subalterne, non quelle dominanti, in modo tale da iniziare un processo rivoluzionario che ponga fine al dominio e allo sfruttamento di queste ultime nei confronti del popolo.

### Il legame con gli Arditi del Popolo
Nel 1921 interviene, quale delegato degli anarcocomunisti del Lazio presso il  "Comitato di Difesa Proletaria", al comizio di saluto di una manifestazione operaia che rende pubblica, mediante una sfilata con inquadramento militare in centurie, la nascita degli Arditi del Popolo. Tale organizzazione, emanazione degli Arditi d'Italia, unisce il fronte popolare e progressista e accoglie nel suo seno molti valorosi ex-combattenti. Fondata da Argo Secondari, dopo la riunione dell'Orto Botanico a Roma, nasce per contrastare le violenze fasciste, divenendo subito la più popolare e combattiva organizzazione antifascista italiana.

### Sotto il regime fascista
Sotto il fascismo Forbicini è tenuto sotto stretto controllo dai servizi del regime preposti alla represione dell'Antifascismo, cessando apparentemente ogni attività politica. La polizia segnala tuttavia al Ministero degli interni alcuni incontri fra l'anarchico emiliano ed Enrico Malatesta. In realtà Forbicini, riuscendo ad evitare di farsi prendere, continua con gran astuzia a tenere i collegamenti nella rete di quel che è restato del movimento anarchico romano.

### Gli anni del secondo dopoguerra
Dopo la Liberazione, nel 1945, Giovanni Forbicini torna ad agire pubblicamente, inaugurando il circolo "P. Gori" di Piombino. Viene considerato, dai servizi atti alla repressione del "sovvertivismo", fra i fondatori della FCL e tale circostanza conferma l'attività politica dell'anarchico durante la seconda guerra mondiale. La FCL, pur essendo un'organizzazione di livello nazionale, gravita in parte sulla sede di Roma, che riunisce un gran numero di compagni aderenti. Nel settembre del 1945 è delegato a rappresentare il gruppo comunista anarchico laziale (con Sacconi), nel congresso di Carrara, che sancisce la nascita della FAI. Nell'anniversario della morte di Pietro Gori partecipa come oratore, con Armando Borghi, alla commemorazione del noto anarchico e alla posa in opera a Civitavecchia di un busto in suo onore. Nonostante gli anni, non pochi per una vita di combattente anarchico, è ancora fra i principali organizzatori di formazioni libertarie che intervengono nel settore sindacale , come d'altronde aveva già fatto molti anni prima in quello edile a Roma. Le posizioni assunte da queste strutture politiche sono di dura critica sia nei confronti del PCI, che della CGIL, che della stessa Costituzione. L'ultimo intervento pubblico di Giovanni Forbicini, ricordato per lo spessore politico, è del 1947, in un comizio indetto in contrapposizione a quello contemporaneo promosso dalla sinistra istituzionale e in cui Giovanni Forbicini è oratore insieme ad Armando Borghi e a Riccardo Sacconi.